# Liste der Gebietsänderungen in Sachsen-Anhalt (DDR)
Die Liste der Gebietsänderungen in Sachsen-Anhalt (DDR) enthält wichtige Änderungen der Gemeindegebiete des Landes Sachsen-Anhalt der DDR in der Zeit vom 7. Oktober 1949 bis zum 24. Juli 1952 mit den Terminen 15. Juni 1950 für die Landkreise, 13. Juli 1950 für den Länder-Wechsel von Gemeinden und 20. Juli 1950 für die Grenzänderung der Gemeinden. Dazu zählen unter anderem Zusammenschlüsse und Trennungen von Gemeinden, Eingliederungen von Gemeinden in eine andere, Änderungen des Gemeindenamens und größere Umgliederungen von Teilen einer Gemeinde in eine andere.

## Erläuterungen
Im Standardwerk Gemeinden 1994 und ihre Veränderungen… heißt es: „Die erste umfassende Gebietsreform nach dem Zweiten Weltkrieg fand in der DDR im Jahre 1950 statt. In allen fünf Ländern wurden im April 1950 Gesetze zur Änderung der Kreis- und Gemeindegrenzen erlassen, deren Ausführung zum 1. Juli 1950 wirksam wurde.“ Daraus abgeleitet ist in dem Werk der 1. Juli 1950 als Wirkungsdatum für alle Gebietsänderungen der Gebietsreform definert. Diese Änderungen wurden in Sachsen-Anhalt durch Verordnungen geregelt, die an verschiedenen Stichtagen wirksam wurden, wie sich aus Recherchen in den Akten der Landesregierung Sachsen-Anhalt im Landesarchiv Magdeburg ergab.
Das „Gesetz zur Änderung der Kreis- und Gemeindegrenzen vom 27. April 1950“ legte die Regeln für die Grenzänderungen in Sachsen-Anhalt fest. Dazu wurden vier Ausführungsverordnungen erlassen.
- In der ersten Verordnung, die am 15. Juni 1950 in Kraft trat, wurden die Änderung der Namen der Kreise und die neuen Kreisgrenzen festgelegt.[3]
- Die zweite Ausführungsverordnung zum Gesetz mit den Details zu Gemeinden und Ortsteilen wurde am 5. August veröffentlicht. In ihr ist als Datum des Inkrafttretens der Änderungen der 20. Juli 1950 und als Datum der Durchführung der 1. August 1950 aufgeführt.[4][5] In Anlehnung daran wird in dieser Liste der 20. Juli als Wirkungsdatum angegeben, Ortsteilumgliederungen sind nicht in diese Liste übernommen.
- Die dritte Verordnung, die am 12. August 1950 wirksam wurde, betrifft nur die Umgliederung von Kochstedt.[6]
- Die vierte Verordnung trat am 22. September 1950 in Kraft. Sie regelte die restlichen Eingemeindungen.[7]

Der Wechsel von Gemeinden über Ländergrenzen wurde in der „Verordnung zur Durchführung des Gesetzes über Änderung von Grenzen der Länder vom 13. Juli 1950“ geregelt, die am 20. Juli 1950 veröffentlicht wurde, hieraus wurde der 13. Juli übernommen.

## Legende
- Datum: juristisches Wirkungsdatum der Gebietsänderung oder Datum des Inkrafttretens der Verordnung
- Gemeinde vor der Änderung: Gemeinde vor der Gebietsänderung
- Maßnahme: Art der Änderung
- Gemeinde nach der Änderung: Gemeinde nach der Gebietsänderung
- Landkreis: Landkreis der Gemeinde nach der Gebietsänderung

Die Sortierung erfolgt chronologisch: Datum, Stadtkreis oder Landkreis, aufnehmende oder neu gebildete Gemeinde.

## Liste
| Datum      | Gemeinde vor der Änderung                                                                                              | Maßnahme                                                                        | Gemeinde nach der Änderung                                                      | Landkreis                                                                       |
| ---------- | --- | ------------------------------------------------------------------------------- | ------------------------------------------------------------------------------- | ------------------------------------------------------------------------------- |
| 07.10.1949 | Beitritt des Landes zur DDR 33 Landkreise, 19 Stadtkreise                                                              | Beitritt des Landes zur DDR 33 Landkreise, 19 Stadtkreise                       | Beitritt des Landes zur DDR 33 Landkreise, 19 Stadtkreise                       | Beitritt des Landes zur DDR 33 Landkreise, 19 Stadtkreise                       |
| 15.06.1950 | Kreisneugliederung 33 Landkreise, 19 Stadtkreise → 30 Landkreise, 4 Stadtkreise                                        | Kreisneugliederung 33 Landkreise, 19 Stadtkreise → 30 Landkreise, 4 Stadtkreise | Kreisneugliederung 33 Landkreise, 19 Stadtkreise → 30 Landkreise, 4 Stadtkreise | Kreisneugliederung 33 Landkreise, 19 Stadtkreise → 30 Landkreise, 4 Stadtkreise |
| 15.06.1950 | | Der Landkreis Calbe erhält die Bezeichnung Landkreis Schönebeck.                |                                                                                 | Schönebeck                                                                      |
| 15.06.1950 | | Der Landkreis Eckartsberga erhält die Bezeichnung Landkreis Kölleda.            |                                                                                 | Kölleda                                                                         |
| 15.06.1950 | | Der Landkreis Dessau-Köthen erhält die Bezeichnung Landkreis Köthen.            |                                                                                 | Köthen                                                                          |
| 15.06.1950 | | Der Landkreis Jerichow I erhält die Bezeichnung Landkreis Burg.                 |                                                                                 | Burg                                                                            |
| 15.06.1950 | | Der Landkreis Jerichow II erhält die Bezeichnung Landkreis Genthin.             |                                                                                 | Genthin                                                                         |
| 15.06.1950 | | Der Mansfelder Seekreis erhält die Bezeichnung Landkreis Eisleben (Mansfeld).   |                                                                                 | Eisleben (Mansfeld)                                                             |
| 15.06.1950 | | Der Landkreis Schweinitz erhält die Bezeichnung Landkreis Herzberg.             |                                                                                 | Herzberg                                                                        |
| 15.06.1950 | Ammendorf Bruckdorf Büschdorf Diemitz Dölau Kanena Lettin Mötzlich Nietleben Reideburg Seeben Tornau Wörmlitz-Böllberg | Eingliederung aus Saalkreis                                                     | Halle (Saale)                                                                   | –                                                                               |
| 15.06.1950 | Passendorf | Eingliederung aus Landkreis Merseburg                                           | Halle (Saale)                                                                   | –                                                                               |
| 13.07.1950 | Altsorgefeld | Umgliederung aus Landkreis Herzberg                                             | Altsorgefeld                                                                    | Luckau, Brandenburg                                                             |
| 13.07.1950 | Langengrassau | Umgliederung aus Landkreis Herzberg                                             | Langengrassau                                                                   | Luckau, Brandenburg                                                             |
| 13.07.1950 | Neusorgefeld | Umgliederung aus Landkreis Herzberg                                             | Neusorgefeld                                                                    | Luckau, Brandenburg                                                             |
| 13.07.1950 | Schwarzenburg | Umgliederung aus Landkreis Herzberg                                             | Schwarzenburg                                                                   | Luckau, Brandenburg                                                             |
| 13.07.1950 | Wüstermarke | Umgliederung aus Landkreis Herzberg                                             | Wüstermarke                                                                     | Luckau, Brandenburg                                                             |
| 13.07.1950 | Göttlin | Umgliederung aus Landkreis Genthin                                              | Göttlin                                                                         | Westhavelland, Brandenburg                                                      |
| 13.07.1950 | Grütz | Umgliederung aus Landkreis Genthin                                              | Grütz                                                                           | Westhavelland, Brandenburg                                                      |
| 13.07.1950 | Kirchmöser | Umgliederung aus Landkreis Genthin                                              | Kirchmöser                                                                      | Westhavelland, Brandenburg                                                      |
| 13.07.1950 | Kützkow | Umgliederung aus Landkreis Genthin                                              | Kützkow                                                                         | Westhavelland, Brandenburg                                                      |
| 13.07.1950 | Neue Schleuse | Umgliederung aus Landkreis Genthin                                              | Neue Schleuse                                                                   | Westhavelland, Brandenburg                                                      |
| 13.07.1950 | Boßdorf, Brandenburg                                                                                                   | Umgliederung aus Landkreis Zauch-Belzig                                         | Boßdorf                                                                         | Wittenberg                                                                      |
| 20.07.1950 | Kleinwirschleben | Eingliederung                                                                   | Baalberge                                                                       | Bernburg                                                                        |
| 20.07.1950 | Beesedau Mukrena | Eingliederung                                                                   | Beesenlaublingen                                                                | Bernburg                                                                        |
| 20.07.1950 | Osmarsleben | Eingliederung                                                                   | Güsten                                                                          | Bernburg                                                                        |
| 20.07.1950 | Bebitz Trebitz bei Könnern                                                                                             | Eingliederung                                                                   | Lebendorf                                                                       | Bernburg                                                                        |
| 20.07.1950 | Grimschleben | Eingliederung                                                                   | Nienburg (Saale)                                                                | Bernburg                                                                        |
| 20.07.1950 | Oberpeißen Unterpeißen                                                                                                 | Zusammenschluss                                                                 | Peißen                                                                          | Bernburg                                                                        |
| 20.07.1950 | Groß Schierstedt Klein Schierstedt                                                                                     | Zusammenschluss                                                                 | Schierstedt                                                                     | Bernburg                                                                        |
| 20.07.1950 | Wispitz | Eingliederung                                                                   | Wedlitz                                                                         | Bernburg                                                                        |
| 20.07.1950 | Siebenhausen | Eingliederung                                                                   | Bobbau                                                                          | Bitterfeld                                                                      |
| 20.07.1950 | Torna | Eingliederung                                                                   | Brehna                                                                          | Bitterfeld                                                                      |
| 20.07.1950 | Beyersdorf Köckern | Eingliederung                                                                   | Glebitzsch                                                                      | Bitterfeld                                                                      |
| 20.07.1950 | Schmerz | Eingliederung                                                                   | Gossa                                                                           | Bitterfeld                                                                      |
| 20.07.1950 | Löbersdorf | Eingliederung                                                                   | Göttnitz                                                                        | Bitterfeld                                                                      |
| 20.07.1950 | Mescheide | Eingliederung                                                                   | Gräfenhainichen                                                                 | Bitterfeld                                                                      |
| 20.07.1950 | Golpa Großmöhlau Kleinmöhlau                                                                                           | Zusammenschluss                                                                 | Möhlau                                                                          | Bitterfeld                                                                      |
| 20.07.1950 | Zschepkau | Eingliederung                                                                   | Rödgen                                                                          | Bitterfeld                                                                      |
| 20.07.1950 | Wadendorf | Eingliederung                                                                   | Salzfurtkapelle                                                                 | Bitterfeld                                                                      |
| 20.07.1950 | Hohenlubast | Eingliederung                                                                   | Schköna                                                                         | Bitterfeld                                                                      |
| 20.07.1950 | Rieda Schrenzsiegelsdorf                                                                                               | Zusammenschluss                                                                 | Schrenz                                                                         | Bitterfeld                                                                      |
| 20.07.1950 | Prussendorf | Eingliederung                                                                   | Spören                                                                          | Bitterfeld                                                                      |
| 20.07.1950 | Reuden | Eingliederung                                                                   | Thalheim                                                                        | Bitterfeld                                                                      |
| 20.07.1950 | Pramsdorf | Eingliederung                                                                   | Buckau                                                                          | Burg                                                                            |
| 20.07.1950 | Glienicke Groß Lübars Klein Lübars-Riesdorf                                                                            | Zusammenschluss                                                                 | Lübars                                                                          | Burg                                                                            |
| 20.07.1950 | Lühe | Eingliederung                                                                   | Möckern                                                                         | Burg                                                                            |
| 20.07.1950 | Grüningen | Eingliederung                                                                   | Wenzlow                                                                         | Burg                                                                            |
| 20.07.1950 | Luckowehna Wannewitz                                                                                                   | Eingliederung                                                                   | Brinnis                                                                         | Delitzsch                                                                       |
| 20.07.1950 | Gertitz Kertitz Werben                                                                                                 | Eingliederung                                                                   | Delitzsch                                                                       | Delitzsch                                                                       |
| 20.07.1950 | Nieder Glaucha Ober Glaucha                                                                                            | Zusammenschluss                                                                 | Glaucha                                                                         | Delitzsch                                                                       |
| 20.07.1950 | Gostemitz | Eingliederung                                                                   | Gotha                                                                           | Delitzsch                                                                       |
| 20.07.1950 | Kossen | Eingliederung                                                                   | Groitzsch                                                                       | Delitzsch                                                                       |
| 20.07.1950 | Bötzen Gordemitz Weltewitz                                                                                             | Eingliederung                                                                   | Jesewitz                                                                        | Delitzsch                                                                       |
| 20.07.1950 | Beuden | Eingliederung                                                                   | Kletzen                                                                         | Delitzsch                                                                       |
| 20.07.1950 | Peterwitz | Eingliederung                                                                   | Klitschmar                                                                      | Delitzsch                                                                       |
| 20.07.1950 | Zschettgau | Eingliederung                                                                   | Kospa                                                                           | Delitzsch                                                                       |
| 20.07.1950 | Niederossig | Eingliederung                                                                   | Krensitz                                                                        | Delitzsch                                                                       |
| 20.07.1950 | Göritz | Eingliederung                                                                   | Krippehna                                                                       | Delitzsch                                                                       |
| 20.07.1950 | Lehelitz Pröttitz | Eingliederung                                                                   | Krostitz                                                                        | Delitzsch                                                                       |
| 20.07.1950 | Quering | Eingliederung                                                                   | Kyhna                                                                           | Delitzsch                                                                       |
| 20.07.1950 | Ochelmitz | Eingliederung                                                                   | Liemehna                                                                        | Delitzsch                                                                       |
| 20.07.1950 | Gollmenz | Eingliederung                                                                   | Lindenhayn                                                                      | Delitzsch                                                                       |
| 20.07.1950 | Groß Lissa Klein Lissa                                                                                                 | Zusammenschluss                                                                 | Lissa                                                                           | Delitzsch                                                                       |
| 20.07.1950 | Bunitz | Eingliederung                                                                   | Paschwitz                                                                       | Delitzsch                                                                       |
| 20.07.1950 | Wöllmen | Eingliederung                                                                   | Pehritzsch                                                                      | Delitzsch                                                                       |
| 20.07.1950 | Behlitz | Eingliederung                                                                   | Pressen                                                                         | Delitzsch                                                                       |
| 20.07.1950 | Kupsal | Eingliederung                                                                   | Priester                                                                        | Delitzsch                                                                       |
| 20.07.1950 | Steubeln | Eingliederung                                                                   | Rödgen                                                                          | Delitzsch                                                                       |
| 20.07.1950 | Rödgen | Eingliederung                                                                   | Schenkenberg                                                                    | Delitzsch                                                                       |
| 20.07.1950 | Zschepen | Eingliederung                                                                   | Selben                                                                          | Delitzsch                                                                       |
| 20.07.1950 | Poßdorf | Eingliederung                                                                   | Spröda                                                                          | Delitzsch                                                                       |
| 20.07.1950 | Boyda Groß Wölkau Klein Wölkau                                                                                         | Zusammenschluss                                                                 | Wölkau                                                                          | Delitzsch                                                                       |
| 20.07.1950 | Lössen | Eingliederung                                                                   | Wolteritz                                                                       | Delitzsch                                                                       |
| 20.07.1950 | Serbitz | Eingliederung                                                                   | Zaasch                                                                          | Delitzsch                                                                       |
| 20.07.1950 | Doberstau | Eingliederung                                                                   | Zschernitz                                                                      | Delitzsch                                                                       |
| 20.07.1950 | Hohenossig | Eingliederung                                                                   | Zschölkau                                                                       | Delitzsch                                                                       |
| 20.07.1950 | Biesen Brodenaundorf                                                                                                   | Eingliederung                                                                   | Zschortau                                                                       | Delitzsch                                                                       |
| 20.07.1950 | Grabschütz Grebehna | Eingliederung                                                                   | Zwochau                                                                         | Delitzsch                                                                       |
| 20.07.1950 | Ziegelrode | Eingliederung                                                                   | Ahlsdorf                                                                        | Eisleben                                                                        |
| 20.07.1950 | Elben Oeste-Königswiek Reidewitz Zabitz                                                                                | Eingliederung                                                                   | Freist                                                                          | Eisleben                                                                        |
| 20.07.1950 | Adendorf | Eingliederung                                                                   | Friedeburgerhütte                                                               | Eisleben                                                                        |
| 20.07.1950 | Nelben | Eingliederung                                                                   | Gnölbzig                                                                        | Eisleben                                                                        |
| 20.07.1950 | Kreisfeld | Eingliederung                                                                   | Hergisdorf                                                                      | Eisleben                                                                        |
| 20.07.1950 | Burgörner | Eingliederung                                                                   | Hettstedt                                                                       | Eisleben                                                                        |
| 20.07.1950 | Wormsleben | Eingliederung                                                                   | Lüttchendorf                                                                    | Eisleben                                                                        |
| 20.07.1950 | Leimbach | Eingliederung                                                                   | Mansfeld                                                                        | Eisleben                                                                        |
| 20.07.1950 | Blumerode | Eingliederung                                                                   | Möllendorf                                                                      | Eisleben                                                                        |
| 20.07.1950 | Elbitz Volkmaritz | Eingliederung                                                                   | Neehausen                                                                       | Eisleben                                                                        |
| 20.07.1950 | Wimmelrode | Eingliederung                                                                   | Piskaborn                                                                       | Eisleben                                                                        |
| 20.07.1950 | Meisberg | Eingliederung                                                                   | Ritterode                                                                       | Eisleben                                                                        |
| 20.07.1950 | Oberröblingen Unterröblingen                                                                                           | Zusammenschluss                                                                 | Röblingen am See                                                                | Eisleben                                                                        |
| 20.07.1950 | Rollsdorf | Eingliederung                                                                   | Seeburg                                                                         | Eisleben                                                                        |
| 20.07.1950 | Thondorf | Eingliederung                                                                   | Siersleben                                                                      | Eisleben                                                                        |
| 20.07.1950 | Harkerode | Eingliederung                                                                   | Sylda                                                                           | Eisleben                                                                        |
| 20.07.1950 | Pfeiffhausen | Eingliederung                                                                   | Thaldorf                                                                        | Eisleben                                                                        |
| 20.07.1950 | Gräfenstuhl | Eingliederung                                                                   | Vatterode                                                                       | Eisleben                                                                        |
| 20.07.1950 | Oberwiederstedt Unterwiederstedt                                                                                       | Zusammenschluss                                                                 | Wiederstedt                                                                     | Eisleben                                                                        |
| 20.07.1950 | Brucke Zellewitz | Eingliederung                                                                   | Zickeritz                                                                       | Eisleben                                                                        |
| 20.07.1950 | Butterhorst | Eingliederung                                                                   | Altmersleben                                                                    | Gardelegen                                                                      |
| 20.07.1950 | Elsebeck Lössewitz | Eingliederung                                                                   | Berenbrock                                                                      | Gardelegen                                                                      |
| 20.07.1950 | Ackendorf Laatzke | Eingliederung                                                                   | Berge                                                                           | Gardelegen                                                                      |
| 20.07.1950 | Groß Engersen Klein Engersen                                                                                           | Zusammenschluss                                                                 | Engersen                                                                        | Gardelegen                                                                      |
| 20.07.1950 | Ipse Weteritz Zienau Ziepel                                                                                            | Eingliederung                                                                   | Gardelegen                                                                      | Gardelegen                                                                      |
| 20.07.1950 | Köbbelitz Lupitz | Eingliederung                                                                   | Kusey                                                                           | Gardelegen                                                                      |
| 20.07.1950 | Lockstedt | Eingliederung                                                                   | Neuendorf                                                                       | Gardelegen                                                                      |
| 20.07.1950 | Parleib | Eingliederung                                                                   | Potzehne                                                                        | Gardelegen                                                                      |
| 20.07.1950 | Lotsche | Eingliederung                                                                   | Seethen                                                                         | Gardelegen                                                                      |
| 20.07.1950 | Siems Tarnefitz | Eingliederung                                                                   | Sichau                                                                          | Gardelegen                                                                      |
| 20.07.1950 | Polvitz-Neuemühle | Eingliederung                                                                   | Wannefeld                                                                       | Gardelegen                                                                      |
| 20.07.1950 | Wustrewe | Eingliederung                                                                   | Winkelstedt                                                                     | Gardelegen                                                                      |
| 20.07.1950 | Altbensdorf Neubensdorf Vehlen Woltersdorf                                                                             | Zusammenschluss                                                                 | Bensdorf                                                                        | Genthin                                                                         |
| 20.07.1950 | Großdemsin Kleinwusterwitz                                                                                             | Zusammenschluss                                                                 | Demsin                                                                          | Genthin                                                                         |
| 20.07.1950 | Zabakuck | Eingliederung                                                                   | Demsin                                                                          | Genthin                                                                         |
| 20.07.1950 | Derben | Eingliederung                                                                   | Ferchland                                                                       | Genthin                                                                         |
| 20.07.1950 | Kabelitz | Eingliederung                                                                   | Fischbeck (Elbe)                                                                | Genthin                                                                         |
| 20.07.1950 | Brettin Fienerode Mützel Roßdorf                                                                                       | Eingliederung                                                                   | Genthin                                                                         | Genthin                                                                         |
| 20.07.1950 | Dretzel | Eingliederung                                                                   | Gladau                                                                          | Genthin                                                                         |
| 20.07.1950 | Zerben | Eingliederung                                                                   | Güsen                                                                           | Genthin                                                                         |
| 20.07.1950 | Klietznick Steinitz | Eingliederung                                                                   | Jerichow                                                                        | Genthin                                                                         |
| 20.07.1950 | Lübars Neuermark Scharlibbe                                                                                            | Eingliederung                                                                   | Klietz                                                                          | Genthin                                                                         |
| 20.07.1950 | Altenklitsche Neuenklitsche                                                                                            | Zusammenschluss                                                                 | Klitsche                                                                        | Genthin                                                                         |
| 20.07.1950 | Groß-Mangelsdorf Klein-Mangelsdorf                                                                                     | Zusammenschluss                                                                 | Mangelsdorf                                                                     | Genthin                                                                         |
| 20.07.1950 | Bützer | Eingliederung                                                                   | Milow                                                                           | Genthin                                                                         |
| 20.07.1950 | Bahnitz | Eingliederung                                                                   | Möthlitz                                                                        | Genthin                                                                         |
| 20.07.1950 | Seedorf | Eingliederung                                                                   | Nielebock                                                                       | Genthin                                                                         |
| 20.07.1950 | Jerchel Knoblauch | Eingliederung                                                                   | Nitzahn                                                                         | Genthin                                                                         |
| 20.07.1950 | Scharteucke | Eingliederung                                                                   | Redekin                                                                         | Genthin                                                                         |
| 20.07.1950 | Ferchels Molkenberg Neuwartensleben                                                                                    | Eingliederung                                                                   | Schollene                                                                       | Genthin                                                                         |
| 20.07.1950 | Briest | Eingliederung                                                                   | Sydow                                                                           | Genthin                                                                         |
| 20.07.1950 | Mahlenzien | Eingliederung                                                                   | Viesen                                                                          | Genthin                                                                         |
| 20.07.1950 | Gollwitz | Eingliederung                                                                   | Warchau                                                                         | Genthin                                                                         |
| 20.07.1950 | Garz Rehberg | Eingliederung                                                                   | Warnau                                                                          | Genthin                                                                         |
| 20.07.1950 | Buckow | Eingliederung                                                                   | Wudicke                                                                         | Genthin                                                                         |
| 20.07.1950 | Großwulkow Kleinwulkow                                                                                                 | Zusammenschluss                                                                 | Wulkow                                                                          | Genthin                                                                         |
| 20.07.1950 | Melkow | Eingliederung                                                                   | Wust                                                                            | Genthin                                                                         |
| 20.07.1950 | Großwusterwitz | Namensänderung                                                                  | Wusterwitz                                                                      | Genthin                                                                         |
| 20.07.1950 | Schmetzdorf | Eingliederung                                                                   | Zollchow                                                                        | Genthin                                                                         |
| 20.07.1950 | Alvensleben Dönstedt                                                                                                   | Zusammenschluss                                                                 | Bebertal                                                                        | Haldensleben                                                                    |
| 20.07.1950 | Groppendorf | Eingliederung                                                                   | Hakenstedt                                                                      | Haldensleben                                                                    |
| 20.07.1950 | Tundersleben | Eingliederung                                                                   | Nordgermersleben                                                                | Haldensleben                                                                    |
| 20.07.1950 | Siegersleben | Eingliederung                                                                   | Ovelgünne                                                                       | Haldensleben                                                                    |
| 20.07.1950 | Ribbensdorf Siestedt                                                                                                   | Zusammenschluss                                                                 | Ribbenstedt                                                                     | Haldensleben                                                                    |
| 20.07.1950 | Sommerschenburg | Eingliederung                                                                   | Sommersdorf                                                                     | Haldensleben                                                                    |
| 20.07.1950 | Bodendorf | Eingliederung                                                                   | Süplingen                                                                       | Haldensleben                                                                    |
| 20.07.1950 | Badeleben | Eingliederung                                                                   | Völpke                                                                          | Haldensleben                                                                    |
| 20.07.1950 | Belsdorf | Eingliederung                                                                   | Wefensleben                                                                     | Haldensleben                                                                    |
| 20.07.1950 | Striesa | Eingliederung                                                                   | Freileben                                                                       | Herzberg                                                                        |
| 20.07.1950 | Lüttchenseyda | Eingliederung                                                                   | Gentha                                                                          | Herzberg                                                                        |
| 20.07.1950 | Grochwitz Kaxdorf | Eingliederung                                                                   | Herzberg/Elster                                                                 | Herzberg                                                                        |
| 20.07.1950 | Grauwinkel | Eingliederung                                                                   | Schönewalde                                                                     | Herzberg                                                                        |
| 20.07.1950 | Schafau | Eingliederung                                                                   | Bachra                                                                          | Kölleda                                                                         |
| 20.07.1950 | Kalbitz Steinbach Wallroda                                                                                             | Eingliederung                                                                   | Bad Bibra                                                                       | Kölleda                                                                         |
| 20.07.1950 | Altenbeichlingen | Eingliederung                                                                   | Beichlingen                                                                     | Kölleda                                                                         |
| 20.07.1950 | Tauhardt | Eingliederung                                                                   | Billroda                                                                        | Kölleda                                                                         |
| 20.07.1950 | Hohndorf | Eingliederung                                                                   | Burgheßler                                                                      | Kölleda                                                                         |
| 20.07.1950 | Niederholzhausen | Eingliederung                                                                   | Burgholzhausen                                                                  | Kölleda                                                                         |
| 20.07.1950 | Dietrichsroda | Eingliederung                                                                   | Burkersroda                                                                     | Kölleda                                                                         |
| 20.07.1950 | Kleinroda | Eingliederung                                                                   | Donndorf                                                                        | Kölleda                                                                         |
| 20.07.1950 | Backleben Burgwenden                                                                                                   | Eingliederung                                                                   | Großmonra                                                                       | Kölleda                                                                         |
| 20.07.1950 | Braunsroda b. Heldrungen                                                                                               | Eingliederung                                                                   | Heldrungen                                                                      | Kölleda                                                                         |
| 20.07.1950 | Gößnitz Pleismar | Eingliederung                                                                   | Klosterhäseler                                                                  | Kölleda                                                                         |
| 20.07.1950 | Battgendorf | Eingliederung                                                                   | Kölleda                                                                         | Kölleda                                                                         |
| 20.07.1950 | Borgau | Eingliederung                                                                   | Steinburg                                                                       | Kölleda                                                                         |
| 20.07.1950 | Millingsdorf Seena Thüsdorf                                                                                            | Eingliederung                                                                   | Tromsdorf                                                                       | Kölleda                                                                         |
| 20.07.1950 | Garnbach | Eingliederung                                                                   | Wiehe                                                                           | Kölleda                                                                         |
| 20.07.1950 | Braunsroda Frankroda Schimmel                                                                                          | Eingliederung                                                                   | Wischroda                                                                       | Kölleda                                                                         |
| 20.07.1950 | Allerstedt Zeisdorf | Eingliederung                                                                   | Wohlmirstedt                                                                    | Kölleda                                                                         |
| 20.07.1950 | Kühren Mennewitz Susigke                                                                                               | Eingliederung                                                                   | Aken (Elbe)                                                                     | Köthen                                                                          |
| 20.07.1950 | Pösigk Ziebigk | Eingliederung                                                                   | Cosa                                                                            | Köthen                                                                          |
| 20.07.1950 | Pfaffendorf | Eingliederung                                                                   | Edderitz                                                                        | Köthen                                                                          |
| 20.07.1950 | Rohndorf | Eingliederung                                                                   | Glauzig                                                                         | Köthen                                                                          |
| 20.07.1950 | Reinsdorf | Eingliederung                                                                   | Görzig                                                                          | Köthen                                                                          |
| 20.07.1950 | Werdershausen | Eingliederung                                                                   | Gröbzig                                                                         | Köthen                                                                          |
| 20.07.1950 | Pfriemsdorf | Eingliederung                                                                   | Kleinbadegast                                                                   | Köthen                                                                          |
| 20.07.1950 | Naundorf | Eingliederung                                                                   | Lausigk                                                                         | Köthen                                                                          |
| 20.07.1950 | Locherau Repau | Eingliederung                                                                   | Libehna                                                                         | Köthen                                                                          |
| 20.07.1950 | Wenndorf | Eingliederung                                                                   | Löbnitz an der Linde                                                            | Köthen                                                                          |
| 20.07.1950 | Körmitz Zehmigkau | Eingliederung                                                                   | Meilendorf                                                                      | Köthen                                                                          |
| 20.07.1950 | Hohsdorf Zehringen | Eingliederung                                                                   | Merzien                                                                         | Köthen                                                                          |
| 20.07.1950 | Trebbichau | Eingliederung                                                                   | Micheln                                                                         | Köthen                                                                          |
| 20.07.1950 | Goltewitz | Eingliederung                                                                   | Oranienbaum                                                                     | Köthen                                                                          |
| 20.07.1950 | Pißdorf Sibbesdorf | Eingliederung                                                                   | Osternienburg                                                                   | Köthen                                                                          |
| 20.07.1950 | Plömnitz | Eingliederung                                                                   | Preußlitz                                                                       | Köthen                                                                          |
| 20.07.1950 | Fernsdorf | Eingliederung                                                                   | Prosigk                                                                         | Köthen                                                                          |
| 20.07.1950 | Schönitz | Eingliederung                                                                   | Riesigk                                                                         | Köthen                                                                          |
| 20.07.1950 | Niesau | Eingliederung                                                                   | Schierau                                                                        | Köthen                                                                          |
| 20.07.1950 | Friedrichsdorf | Eingliederung                                                                   | Storkau                                                                         | Köthen                                                                          |
| 20.07.1950 | Hohnsdorf | Eingliederung                                                                   | Trebbichau an der Fuhne                                                         | Köthen                                                                          |
| 20.07.1950 | Kleinweißandt | Eingliederung                                                                   | Weißandt-Gölzau                                                                 | Köthen                                                                          |
| 20.07.1950 | Ilbersdorf Pfitzdorf                                                                                                   | Eingliederung                                                                   | Wiendorf                                                                        | Köthen                                                                          |
| 20.07.1950 | Cattau | Eingliederung                                                                   | Wieskau                                                                         | Köthen                                                                          |
| 20.07.1950 | Großwülknitz Kleinwülknitz                                                                                             | Zusammenschluss                                                                 | Wülknitz                                                                        | Köthen                                                                          |
| 20.07.1950 | Maxdorf Thurau | Eingliederung                                                                   | Zabitz                                                                          | Köthen                                                                          |
| 20.07.1950 | Lennewitz Wehlau | Eingliederung                                                                   | Zehbitz                                                                         | Köthen                                                                          |
| 20.07.1950 | Lönnewitz | Eingliederung                                                                   | Koßdorf                                                                         | Liebenwerda                                                                     |
| 20.07.1950 | Bockwitz Dolsthaida Mückenberg                                                                                         | Eingliederung                                                                   | Lauchhammer                                                                     | Liebenwerda                                                                     |
| 20.07.1950 | Goddula Kirchfährendorf                                                                                                | Eingliederung                                                                   | Bad Dürrenberg                                                                  | Merseburg                                                                       |
| 20.07.1950 | Schotterey | Eingliederung                                                                   | Bad Lauchstädt                                                                  | Merseburg                                                                       |
| 20.07.1950 | Wernsdorf | Eingliederung                                                                   | Benndorf (Geiseltal)                                                            | Merseburg                                                                       |
| 20.07.1950 | Schortau | Eingliederung                                                                   | Braunsbedra                                                                     | Merseburg                                                                       |
| 20.07.1950 | Oberthau | Eingliederung                                                                   | Ermlitz                                                                         | Merseburg                                                                       |
| 20.07.1950 | Reipisch | Eingliederung                                                                   | Frankleben                                                                      | Merseburg                                                                       |
| 20.07.1950 | Atzendorf Blösien Zscherben                                                                                            | Eingliederung                                                                   | Geusa                                                                           | Merseburg                                                                       |
| 20.07.1950 | Altranstädt | Eingliederung                                                                   | Großlehna                                                                       | Merseburg                                                                       |
| 20.07.1950 | Neukirchen Rattmannsdorf Rockendorf Röpzig                                                                             | Eingliederung                                                                   | Hohenweiden                                                                     | Merseburg                                                                       |
| 20.07.1950 | Benkendorf | Eingliederung                                                                   | Holleben                                                                        | Merseburg                                                                       |
| 20.07.1950 | Maßlau | Eingliederung                                                                   | Horburg                                                                         | Merseburg                                                                       |
| 20.07.1950 | Niederklobikau Oberklobikau                                                                                            | Zusammenschluss                                                                 | Klobikau                                                                        | Merseburg                                                                       |
| 20.07.1950 | Bündorf Dörstewitz | Eingliederung                                                                   | Knapendorf                                                                      | Merseburg                                                                       |
| 20.07.1950 | Möritzsch Zschöchergen                                                                                                 | Eingliederung                                                                   | Kötschlitz                                                                      | Merseburg                                                                       |
| 20.07.1950 | Rampitz Schladebach Thalschütz Witzschersdorf                                                                          | Eingliederung                                                                   | Kötzschau                                                                       | Merseburg                                                                       |
| 20.07.1950 | Trebnitz Wölkau Wüsteneutzsch                                                                                          | Eingliederung                                                                   | Kreypau                                                                         | Merseburg                                                                       |
| 20.07.1950 | Löpitz Lössen Tragarth                                                                                                 | Zusammenschluss                                                                 | Luppenau                                                                        | Merseburg                                                                       |
| 20.07.1950 | Kötzschen | Eingliederung                                                                   | Merseburg                                                                       | Merseburg                                                                       |
| 20.07.1950 | Burgstaden Kleingräfendorf                                                                                             | Eingliederung                                                                   | Milzau                                                                          | Merseburg                                                                       |
| 20.07.1950 | Pritschöna Weßmar | Eingliederung                                                                   | Raßnitz                                                                         | Merseburg                                                                       |
| 20.07.1950 | Pissen | Eingliederung                                                                   | Rodden                                                                          | Merseburg                                                                       |
| 20.07.1950 | Wehlitz | Eingliederung                                                                   | Schkeuditz                                                                      | Merseburg                                                                       |
| 20.07.1950 | Kollenbey | Eingliederung                                                                   | Schkopau                                                                        | Merseburg                                                                       |
| 20.07.1950 | Ellerbach Kauern Ragwitz Zöllschen                                                                                     | Eingliederung                                                                   | Tollwitz                                                                        | Merseburg                                                                       |
| 20.07.1950 | Niederwünsch Oberwünsch                                                                                                | Zusammenschluss                                                                 | Wünsch                                                                          | Merseburg                                                                       |
| 20.07.1950 | Dölkau | Eingliederung                                                                   | Zweimen                                                                         | Merseburg                                                                       |
| 20.07.1950 | Ottleben Warsleben | Eingliederung                                                                   | Ausleben                                                                        | Oschersleben                                                                    |
| 20.07.1950 | Röderhof | Eingliederung                                                                   | Dingelstedt am Huy                                                              | Oschersleben                                                                    |
| 20.07.1950 | Kloster Gröningen | Eingliederung                                                                   | Gröningen                                                                       | Oschersleben                                                                    |
| 20.07.1950 | Emersleben | Eingliederung                                                                   | Groß Quenstedt                                                                  | Oschersleben                                                                    |
| 20.07.1950 | Andersleben Emmeringen Neubrandsleben                                                                                  | Eingliederung                                                                   | Oschersleben                                                                    | Oschersleben                                                                    |
| 20.07.1950 | Adersleben | Eingliederung                                                                   | Wegeleben                                                                       | Oschersleben                                                                    |
| 20.07.1950 | Stresow | Eingliederung                                                                   | Aulosen                                                                         | Osterburg                                                                       |
| 20.07.1950 | Plätz | Eingliederung                                                                   | Bertkow                                                                         | Osterburg                                                                       |
| 20.07.1950 | Einwinkel | Eingliederung                                                                   | Boock                                                                           | Osterburg                                                                       |
| 20.07.1950 | Drösede | Eingliederung                                                                   | Bömenzien                                                                       | Osterburg                                                                       |
| 20.07.1950 | Dewitz | Eingliederung                                                                   | Bretsch                                                                         | Osterburg                                                                       |
| 20.07.1950 | Polkern | Eingliederung                                                                   | Dequede                                                                         | Osterburg                                                                       |
| 20.07.1950 | Calberwisch | Eingliederung                                                                   | Düsedau                                                                         | Osterburg                                                                       |
| 20.07.1950 | Groß Ellingen Klein Ellingen                                                                                           | Zusammenschluss                                                                 | Ellingen                                                                        | Osterburg                                                                       |
| 20.07.1950 | Polkau | Eingliederung                                                                   | Erxleben                                                                        | Osterburg                                                                       |
| 20.07.1950 | Gestien | Eingliederung                                                                   | Genzien                                                                         | Osterburg                                                                       |
| 20.07.1950 | Möllendorf Petersmark                                                                                                  | Eingliederung                                                                   | Goldbeck                                                                        | Osterburg                                                                       |
| 20.07.1950 | Jeggel | Eingliederung                                                                   | Groß Garz                                                                       | Osterburg                                                                       |
| 20.07.1950 | Busch Rohrbeck | Eingliederung                                                                   | Iden                                                                            | Osterburg                                                                       |
| 20.07.1950 | Dessau | Eingliederung                                                                   | Kleinau                                                                         | Osterburg                                                                       |
| 20.07.1950 | Vielbaum | Eingliederung                                                                   | Krüden                                                                          | Osterburg                                                                       |
| 20.07.1950 | Zehren | Eingliederung                                                                   | Leppin                                                                          | Osterburg                                                                       |
| 20.07.1950 | Priemern | Eingliederung                                                                   | Losse                                                                           | Osterburg                                                                       |
| 20.07.1950 | Groß Rossau Klein Rossau Schliecksdorf                                                                                 | Zusammenschluss                                                                 | Rossau                                                                          | Osterburg                                                                       |
| 20.07.1950 | Herzfelde | Eingliederung                                                                   | Schönberg                                                                       | Osterburg                                                                       |
| 20.07.1950 | Biesenthal Natterheide Schönebeck                                                                                      | Eingliederung                                                                   | Späningen                                                                       | Osterburg                                                                       |
| 20.07.1950 | Zühlen | Eingliederung                                                                   | Thielbeer                                                                       | Osterburg                                                                       |
| 20.07.1950 | Uchtenhagen | Eingliederung                                                                   | Walsleben                                                                       | Osterburg                                                                       |
| 20.07.1950 | Opperode | Eingliederung                                                                   | Ballenstedt                                                                     | Quedlinburg                                                                     |
| 20.07.1950 | Lindenberg | Eingliederung                                                                   | Straßberg                                                                       | Quedlinburg                                                                     |
| 20.07.1950 | Wippach | Eingliederung                                                                   | Altenroda                                                                       | Querfurt                                                                        |
| 20.07.1950 | Asendorf | Eingliederung                                                                   | Dornstedt                                                                       | Querfurt                                                                        |
| 20.07.1950 | Kuckenburg | Eingliederung                                                                   | Esperstedt                                                                      | Querfurt                                                                        |
| 20.07.1950 | Kleineichstädt Spielberg                                                                                               | Eingliederung                                                                   | Grockstädt                                                                      | Querfurt                                                                        |
| 20.07.1950 | Städten | Eingliederung                                                                   | Größnitz                                                                        | Querfurt                                                                        |
| 20.07.1950 | Dorndorf | Eingliederung                                                                   | Laucha an der Unstrut                                                           | Querfurt                                                                        |
| 20.07.1950 | Schmirma | Eingliederung                                                                   | Oechlitz                                                                        | Querfurt                                                                        |
| 20.07.1950 | Niederschmon Oberschmon                                                                                                | Zusammenschluss                                                                 | Schmon                                                                          | Querfurt                                                                        |
| 20.07.1950 | Liederstädt | Eingliederung                                                                   | Vitzenburg                                                                      | Querfurt                                                                        |
| 20.07.1950 | Großwangen Kleinwangen                                                                                                 | Zusammenschluss                                                                 | Wangen                                                                          | Querfurt                                                                        |
| 20.07.1950 | Naundorf Zörnitz | Eingliederung                                                                   | Beesenstedt                                                                     | Saalkreis                                                                       |
| 20.07.1950 | Friedrichsschwerz | Eingliederung                                                                   | Brachwitz                                                                       | Saalkreis                                                                       |
| 20.07.1950 | Plößnitz | Eingliederung                                                                   | Braschwitz                                                                      | Saalkreis                                                                       |
| 20.07.1950 | Zwintschöna | Eingliederung                                                                   | Dieskau                                                                         | Saalkreis                                                                       |
| 20.07.1950 | Kleinkugel Naundorf | Eingliederung                                                                   | Dölbau                                                                          | Saalkreis                                                                       |
| 20.07.1950 | Dalena Dornitz | Eingliederung                                                                   | Domnitz                                                                         | Saalkreis                                                                       |
| 20.07.1950 | Dobis | Eingliederung                                                                   | Dößel                                                                           | Saalkreis                                                                       |
| 20.07.1950 | Hohenedlau Kirchedlau                                                                                                  | Zusammenschluss                                                                 | Edlau                                                                           | Saalkreis                                                                       |
| 20.07.1950 | Garsena | Eingliederung                                                                   | Golbitz                                                                         | Saalkreis                                                                       |
| 20.07.1950 | Benndorf Gottenz | Eingliederung                                                                   | Gröbers                                                                         | Saalkreis                                                                       |
| 20.07.1950 | Zwebendorf | Eingliederung                                                                   | Hohenthurm                                                                      | Saalkreis                                                                       |
| 20.07.1950 | Rumpin Trebitz | Eingliederung                                                                   | Kloschwitz                                                                      | Saalkreis                                                                       |
| 20.07.1950 | Kaltenmark | Eingliederung                                                                   | Krosigk                                                                         | Saalkreis                                                                       |
| 20.07.1950 | Drobitz | Eingliederung                                                                   | Kütten                                                                          | Saalkreis                                                                       |
| 20.07.1950 | Gollma Gütz Reinsdorf                                                                                                  | Eingliederung                                                                   | Landsberg                                                                       | Saalkreis                                                                       |
| 20.07.1950 | Köchstedt | Eingliederung                                                                   | Langenbogen                                                                     | Saalkreis                                                                       |
| 20.07.1950 | Schlettau | Eingliederung                                                                   | Löbejün                                                                         | Saalkreis                                                                       |
| 20.07.1950 | Beidersee Möderau | Eingliederung                                                                   | Morl                                                                            | Saalkreis                                                                       |
| 20.07.1950 | Merbitz Priester | Eingliederung                                                                   | Nauendorf                                                                       | Saalkreis                                                                       |
| 20.07.1950 | Eismannsdorf | Eingliederung                                                                   | Niemberg                                                                        | Saalkreis                                                                       |
| 20.07.1950 | Maschwitz | Eingliederung                                                                   | Oppin                                                                           | Saalkreis                                                                       |
| 20.07.1950 | Werderthau | Eingliederung                                                                   | Ostrau                                                                          | Saalkreis                                                                       |
| 20.07.1950 | Zöberitz | Eingliederung                                                                   | Peißen                                                                          | Saalkreis                                                                       |
| 20.07.1950 | Drehlitz | Eingliederung                                                                   | Petersberg                                                                      | Saalkreis                                                                       |
| 20.07.1950 | Kösseln | Eingliederung                                                                   | Plötz                                                                           | Saalkreis                                                                       |
| 20.07.1950 | Klepzig Kockwitz Wiedersdorf                                                                                           | Eingliederung                                                                   | Queis                                                                           | Saalkreis                                                                       |
| 20.07.1950 | Benkendorf Gödewitz Pfützthal Quillschina Schiepzig                                                                    | Eingliederung                                                                   | Salzmünde                                                                       | Saalkreis                                                                       |
| 20.07.1950 | Gorsleben Krimpe Räther Wils                                                                                           | Eingliederung                                                                   | Schochwitz                                                                      | Saalkreis                                                                       |
| 20.07.1950 | Dammendorf | Eingliederung                                                                   | Schwerz                                                                         | Saalkreis                                                                       |
| 20.07.1950 | Bageritz Lohnsdorf | Eingliederung                                                                   | Sietzsch                                                                        | Saalkreis                                                                       |
| 20.07.1950 | Eisdorf Oberteutschenthal Unterteutschenthal                                                                           | Zusammenschluss                                                                 | Teutschenthal                                                                   | Saalkreis                                                                       |
| 20.07.1950 | Zaschwitz | Eingliederung                                                                   | Wettin                                                                          | Saalkreis                                                                       |
| 20.07.1950 | Rabutz Werlitzsch | Eingliederung                                                                   | Wiesenena                                                                       | Saalkreis                                                                       |
| 20.07.1950 | Köllme Müllerdorf | Eingliederung                                                                   | Zappendorf                                                                      | Saalkreis                                                                       |
| 20.07.1950 | Dankensen Hohenböddenstedt                                                                                             | Eingliederung                                                                   | Abbendorf                                                                       | Salzwedel                                                                       |
| 20.07.1950 | Hagen | Eingliederung                                                                   | Altensalzwedel                                                                  | Salzwedel                                                                       |
| 20.07.1950 | Hestedt Rockenthin | Eingliederung                                                                   | Andorf                                                                          | Salzwedel                                                                       |
| 20.07.1950 | Groß Apenburg Klein Apenburg                                                                                           | Zusammenschluss                                                                 | Apenburg                                                                        | Salzwedel                                                                       |
| 20.07.1950 | Quadendambeck | Eingliederung                                                                   | Baars                                                                           | Salzwedel                                                                       |
| 20.07.1950 | Peertz Poppau | Eingliederung                                                                   | Bandau                                                                          | Salzwedel                                                                       |
| 20.07.1950 | Käcklitz | Eingliederung                                                                   | Beetzendorf                                                                     | Salzwedel                                                                       |
| 20.07.1950 | Rustenbeck Winkelstedt                                                                                                 | Eingliederung                                                                   | Bonese                                                                          | Salzwedel                                                                       |
| 20.07.1950 | Drebenstedt | Eingliederung                                                                   | Bornsen                                                                         | Salzwedel                                                                       |
| 20.07.1950 | Eickhorst | Eingliederung                                                                   | Dähre                                                                           | Salzwedel                                                                       |
| 20.07.1950 | Brewitz | Eingliederung                                                                   | Dambeck                                                                         | Salzwedel                                                                       |
| 20.07.1950 | Hohendolsleben Siedendolsleben                                                                                         | Zusammenschluss                                                                 | Dolsleben                                                                       | Salzwedel                                                                       |
| 20.07.1950 | Umfelde | Eingliederung                                                                   | Gieseritz                                                                       | Salzwedel                                                                       |
| 20.07.1950 | Groß Gischau Klein Gischau                                                                                             | Zusammenschluss                                                                 | Gischau                                                                         | Salzwedel                                                                       |
| 20.07.1950 | Groß Grabenstedt Klein Grabenstedt                                                                                     | Zusammenschluss                                                                 | Grabenstedt                                                                     | Salzwedel                                                                       |
| 20.07.1950 | Hohenlangenbeck Leetze                                                                                                 | Zusammenschluss                                                                 | Heidberg                                                                        | Salzwedel                                                                       |
| 20.07.1950 | Siedengrieben Stapen                                                                                                   | Eingliederung                                                                   | Hohentramm                                                                      | Salzwedel                                                                       |
| 20.07.1950 | Markhausen Wiewohl | Zusammenschluss                                                                 | Holzhausen                                                                      | Salzwedel                                                                       |
| 20.07.1950 | Jahrsau | Eingliederung                                                                   | Jeebel                                                                          | Salzwedel                                                                       |
| 20.07.1950 | Darnebeck | Eingliederung                                                                   | Jeeben                                                                          | Salzwedel                                                                       |
| 20.07.1950 | Siepe | Eingliederung                                                                   | Jeetze                                                                          | Salzwedel                                                                       |
| 20.07.1950 | Mösenthin Zierau | Eingliederung                                                                   | Jeggeleben                                                                      | Salzwedel                                                                       |
| 20.07.1950 | Lübbars | Eingliederung                                                                   | Kerkau                                                                          | Salzwedel                                                                       |
| 20.07.1950 | Kricheldorf Sienau | Zusammenschluss                                                                 | Krinau                                                                          | Salzwedel                                                                       |
| 20.07.1950 | Vitzke | Eingliederung                                                                   | Kuhfelde                                                                        | Salzwedel                                                                       |
| 20.07.1950 | Dahrendorf | Eingliederung                                                                   | Lagendorf                                                                       | Salzwedel                                                                       |
| 20.07.1950 | Depekolk | Eingliederung                                                                   | Liesten                                                                         | Salzwedel                                                                       |
| 20.07.1950 | Haselhorst Lindhof Molmke                                                                                              | Zusammenschluss                                                                 | Lindhorst                                                                       | Salzwedel                                                                       |
| 20.07.1950 | Störpke | Eingliederung                                                                   | Lüge                                                                            | Salzwedel                                                                       |
| 20.07.1950 | Maxdorf | Eingliederung                                                                   | Mahlsdorf                                                                       | Salzwedel                                                                       |
| 20.07.1950 | Hohengrieben | Eingliederung                                                                   | Mehmke                                                                          | Salzwedel                                                                       |
| 20.07.1950 | Beese | Eingliederung                                                                   | Mehrin                                                                          | Salzwedel                                                                       |
| 20.07.1950 | Höddelsen Reddigau | Zusammenschluss                                                                 | Neuekrug                                                                        | Salzwedel                                                                       |
| 20.07.1950 | Bombeck | Eingliederung                                                                   | Osterwohle                                                                      | Salzwedel                                                                       |
| 20.07.1950 | Ladekath | Eingliederung                                                                   | Rademin                                                                         | Salzwedel                                                                       |
| 20.07.1950 | Klein Chüden | Eingliederung                                                                   | Ritze                                                                           | Salzwedel                                                                       |
| 20.07.1950 | Böddenstedt | Eingliederung                                                                   | Salzwedel                                                                       | Salzwedel                                                                       |
| 20.07.1950 | Dülseberg Schadewohl                                                                                                   | Zusammenschluss                                                                 | Schadeberg                                                                      | Salzwedel                                                                       |
| 20.07.1950 | Wöpel | Eingliederung                                                                   | Siedenlangenbeck                                                                | Salzwedel                                                                       |
| 20.07.1950 | Buchwitz | Eingliederung                                                                   | Stappenbeck                                                                     | Salzwedel                                                                       |
| 20.07.1950 | Kemnitz Ziethnitz | Zusammenschluss                                                                 | Steinitz                                                                        | Salzwedel                                                                       |
| 20.07.1950 | Schieben | Eingliederung                                                                   | Valfitz                                                                         | Salzwedel                                                                       |
| 20.07.1950 | Kassuhn | Eingliederung                                                                   | Vissum                                                                          | Salzwedel                                                                       |
| 20.07.1950 | Groß Wieblitz Klein Wieblitz                                                                                           | Zusammenschluss                                                                 | Wieblitz                                                                        | Salzwedel                                                                       |
| 20.07.1950 | Paßbruch | Eingliederung                                                                   | Rotha                                                                           | Sangerhausen                                                                    |
| 20.07.1950 | Üllnitz | Eingliederung                                                                   | Glöthe                                                                          | Schönebeck                                                                      |
| 20.07.1950 | Rajoch | Eingliederung                                                                   | Lödderitz                                                                       | Schönebeck                                                                      |
| 20.07.1950 | Athensleben | Eingliederung                                                                   | Löderburg                                                                       | Schönebeck                                                                      |
| 20.07.1950 | Werkleitz | Eingliederung                                                                   | Tornitz                                                                         | Schönebeck                                                                      |
| 20.07.1950 | Gohre | Eingliederung                                                                   | Dahlen                                                                          | Stendal                                                                         |
| 20.07.1950 | Elversdorf | Eingliederung                                                                   | Demker                                                                          | Stendal                                                                         |
| 20.07.1950 | Beesewege | Eingliederung                                                                   | Garlipp                                                                         | Stendal                                                                         |
| 20.07.1950 | Klein Schwarzlosen | Eingliederung                                                                   | Hüselitz                                                                        | Stendal                                                                         |
| 20.07.1950 | Rindtorf | Eingliederung                                                                   | Lindtorf                                                                        | Stendal                                                                         |
| 20.07.1950 | Brunkau | Eingliederung                                                                   | Lüderitz                                                                        | Stendal                                                                         |
| 20.07.1950 | Groß Möringen Klein Möringen                                                                                           | Zusammenschluss                                                                 | Möringen                                                                        | Stendal                                                                         |
| 20.07.1950 | Arnim | Eingliederung                                                                   | Staffelde                                                                       | Stendal                                                                         |
| 20.07.1950 | Schönfeld | Eingliederung                                                                   | Steinfeld (Altmark)                                                             | Stendal                                                                         |
| 20.07.1950 | Wahrburg | Eingliederung                                                                   | Stendal                                                                         | Stendal                                                                         |
| 20.07.1950 | Briest (Altmark) | Eingliederung                                                                   | Tangerhütte                                                                     | Stendal                                                                         |
| 20.07.1950 | Schleuß | Eingliederung                                                                   | Windberge                                                                       | Stendal                                                                         |
| 20.07.1950 | Kathewitz Kaucklitz Nichtewitz                                                                                         | Eingliederung                                                                   | Arzberg                                                                         | Torgau                                                                          |
| 20.07.1950 | Niederaudenhain Oberaudenhain                                                                                          | Zusammenschluss                                                                 | Audenhain                                                                       | Torgau                                                                          |
| 20.07.1950 | Mahlitzsch | Eingliederung                                                                   | Dommitzsch                                                                      | Torgau                                                                          |
| 20.07.1950 | Polbitz | Eingliederung                                                                   | Drebligar                                                                       | Torgau                                                                          |
| 20.07.1950 | Kaisa | Eingliederung                                                                   | Lausa                                                                           | Torgau                                                                          |
| 20.07.1950 | Ammelgoßwitz | Eingliederung                                                                   | Liebersee                                                                       | Torgau                                                                          |
| 20.07.1950 | Döbeltitz | Eingliederung                                                                   | Mahitzschen                                                                     | Torgau                                                                          |
| 20.07.1950 | Kranichau | Eingliederung                                                                   | Mehderitzsch                                                                    | Torgau                                                                          |
| 20.07.1950 | Lößnig | Eingliederung                                                                   | Paußnitz                                                                        | Torgau                                                                          |
| 20.07.1950 | Döhlen | Eingliederung                                                                   | Rosenfeld                                                                       | Torgau                                                                          |
| 20.07.1950 | Außig | Eingliederung                                                                   | Schirmenitz                                                                     | Torgau                                                                          |
| 20.07.1950 | Werdau | Eingliederung                                                                   | Torgau                                                                          | Torgau                                                                          |
| 20.07.1950 | Bennewitz | Eingliederung                                                                   | Weßnig                                                                          | Torgau                                                                          |
| 20.07.1950 | Oelzschau Seydewitz | Eingliederung                                                                   | Wohlau                                                                          | Torgau                                                                          |
| 20.07.1950 | Kreischau | Eingliederung                                                                   | Zwethau                                                                         | Torgau                                                                          |
| 20.07.1950 | Schermcke | Eingliederung                                                                   | Ampfurth                                                                        | Wanzleben                                                                       |
| 20.07.1950 | Stemmern | Eingliederung                                                                   | Bahrendorf                                                                      | Wanzleben                                                                       |
| 20.07.1950 | Sohlen | Eingliederung                                                                   | Beyendorf                                                                       | Wanzleben                                                                       |
| 20.07.1950 | Klein Germersleben | Eingliederung                                                                   | Bottmersdorf                                                                    | Wanzleben                                                                       |
| 20.07.1950 | Bleckendorf | Eingliederung                                                                   | Egeln                                                                           | Wanzleben                                                                       |
| 20.07.1950 | Schleibnitz | Eingliederung                                                                   | Wanzleben                                                                       | Wanzleben                                                                       |
| 20.07.1950 | Saaleck | Eingliederung                                                                   | Bad Kösen                                                                       | Weißenfels                                                                      |
| 20.07.1950 | Lösau Oeglitzsch | Eingliederung                                                                   | Dehlitz (Saale)                                                                 | Weißenfels                                                                      |
| 20.07.1950 | Markröhlitz | Eingliederung                                                                   | Goseck                                                                          | Weißenfels                                                                      |
| 20.07.1950 | Aupitz | Eingliederung                                                                   | Granschütz                                                                      | Weißenfels                                                                      |
| 20.07.1950 | Schmerdorf | Eingliederung                                                                   | Gröbitz                                                                         | Weißenfels                                                                      |
| 20.07.1950 | Kaja Kleingörschen Rahna                                                                                               | Eingliederung                                                                   | Großgörschen                                                                    | Weißenfels                                                                      |
| 20.07.1950 | Kleinkorbetha | Eingliederung                                                                   | Großkorbetha                                                                    | Weißenfels                                                                      |
| 20.07.1950 | Jaucha | Eingliederung                                                                   | Hohenmölsen                                                                     | Weißenfels                                                                      |
| 20.07.1950 | Eisdorf Sittel Thesau                                                                                                  | Eingliederung                                                                   | Kitzen                                                                          | Weißenfels                                                                      |
| 20.07.1950 | Kistritz Kössuln | Eingliederung                                                                   | Krauschwitz                                                                     | Weißenfels                                                                      |
| 20.07.1950 | Scheiplitz | Eingliederung                                                                   | Mertendorf                                                                      | Weißenfels                                                                      |
| 20.07.1950 | Niedermöllern Obermöllern                                                                                              | Zusammenschluss                                                                 | Möllern                                                                         | Weißenfels                                                                      |
| 20.07.1950 | Punschrau | Eingliederung                                                                   | Möllern                                                                         | Weißenfels                                                                      |
| 20.07.1950 | Göthewitz Kreischau Pobles Söhesten Tornau                                                                             | Eingliederung                                                                   | Muschwitz                                                                       | Weißenfels                                                                      |
| 20.07.1950 | Altenburg (Saale) Schellsitz                                                                                           | Eingliederung                                                                   | Naumburg                                                                        | Weißenfels                                                                      |
| 20.07.1950 | Döbichau | Eingliederung                                                                   | Pödelist                                                                        | Weißenfels                                                                      |
| 20.07.1950 | Meyhen Schkeitbar Schkölen                                                                                             | Eingliederung                                                                   | Räpitz                                                                          | Weißenfels                                                                      |
| 20.07.1950 | Großgöhren Kleingöhren Pörsten                                                                                         | Zusammenschluss                                                                 | Rippach                                                                         | Weißenfels                                                                      |
| 20.07.1950 | Bothfeld Michlitz Schweßwitz                                                                                           | Eingliederung                                                                   | Röcken                                                                          | Weißenfels                                                                      |
| 20.07.1950 | Leiha Lunstädt | Eingliederung                                                                   | Roßbach                                                                         | Weißenfels                                                                      |
| 20.07.1950 | Löben Seegel Werben | Eingliederung                                                                   | Scheidens                                                                       | Weißenfels                                                                      |
| 20.07.1950 | Großschkorlopp Kleinschkorlopp                                                                                         | Zusammenschluss                                                                 | Schkorlopp                                                                      | Weißenfels                                                                      |
| 20.07.1950 | Possenhain | Eingliederung                                                                   | Schönburg                                                                       | Weißenfels                                                                      |
| 20.07.1950 | Gostau Sössen Stößwitz                                                                                                 | Eingliederung                                                                   | Starsiedel                                                                      | Weißenfels                                                                      |
| 20.07.1950 | Pettstädt | Eingliederung                                                                   | Storkau                                                                         | Weißenfels                                                                      |
| 20.07.1950 | Gernstedt Rehehausen                                                                                                   | Eingliederung                                                                   | Taugwitz                                                                        | Weißenfels                                                                      |
| 20.07.1950 | Schortau | Eingliederung                                                                   | Teuchern                                                                        | Weißenfels                                                                      |
| 20.07.1950 | Döhlen | Eingliederung                                                                   | Thronitz                                                                        | Weißenfels                                                                      |
| 20.07.1950 | Lobitsch | Eingliederung                                                                   | Uichteritz                                                                      | Weißenfels                                                                      |
| 20.07.1950 | Rössuln Wählitz | Eingliederung                                                                   | Webau                                                                           | Weißenfels                                                                      |
| 20.07.1950 | Kautschen | Eingliederung                                                                   | Zembschen                                                                       | Weißenfels                                                                      |
| 20.07.1950 | Nellschütz | Eingliederung                                                                   | Zorbau                                                                          | Weißenfels                                                                      |
| 20.07.1950 | Hoppenstedt Rimbeck | Eingliederung                                                                   | Bühne                                                                           | Wernigerode                                                                     |
| 20.07.1950 | Wülperode | Namensänderung                                                                  | Dreirode                                                                        | Wernigerode                                                                     |
| 20.07.1950 | Göddeckenrode Suderode                                                                                                 | Eingliederung                                                                   | Dreirode                                                                        | Wernigerode                                                                     |
| 20.07.1950 | Neuwerk | Eingliederung                                                                   | Rübeland                                                                        | Wernigerode                                                                     |
| 20.07.1950 | Gommlo Lubast | Eingliederung                                                                   | Ateritz                                                                         | Wittenberg                                                                      |
| 20.07.1950 | Großwig Moschwig Patzschwig Splau                                                                                      | Eingliederung                                                                   | Bad Schmiedeberg                                                                | Wittenberg                                                                      |
| 20.07.1950 | Klitzschena | Eingliederung                                                                   | Bergwitz                                                                        | Wittenberg                                                                      |
| 20.07.1950 | Dalichow Kurzlipsdorf Mellnsdorf                                                                                       | Eingliederung                                                                   | Blönsdorf                                                                       | Wittenberg                                                                      |
| 20.07.1950 | Woltersdorf | Eingliederung                                                                   | Bülzig                                                                          | Wittenberg                                                                      |
| 20.07.1950 | Eckmannsdorf | Eingliederung                                                                   | Danna                                                                           | Wittenberg                                                                      |
| 20.07.1950 | Gielsdorf Iserbegka | Eingliederung                                                                   | Elster (Elbe)                                                                   | Wittenberg                                                                      |
| 20.07.1950 | Pannigkau | Eingliederung                                                                   | Eutzsch                                                                         | Wittenberg                                                                      |
| 20.07.1950 | Schwabeck | Eingliederung                                                                   | Feldheim                                                                        | Wittenberg                                                                      |
| 20.07.1950 | Köpnick | Eingliederung                                                                   | Jahmo                                                                           | Wittenberg                                                                      |
| 20.07.1950 | Gaditz | Eingliederung                                                                   | Kemberg                                                                         | Wittenberg                                                                      |
| 20.07.1950 | Berkau Weddin | Eingliederung                                                                   | Kerzendorf                                                                      | Wittenberg                                                                      |
| 20.07.1950 | Großkorgau Kleinkorgau                                                                                                 | Zusammenschluss                                                                 | Korgau                                                                          | Wittenberg                                                                      |
| 20.07.1950 | Kleinwittenberg Piesteritz Trajuhn Wiesigk                                                                             | Eingliederung                                                                   | Lutherstadt Wittenberg                                                          | Wittenberg                                                                      |
| 20.07.1950 | Schmögelsdorf | Eingliederung                                                                   | Marzahna                                                                        | Wittenberg                                                                      |
| 20.07.1950 | Sackwitz | Eingliederung                                                                   | Meuro                                                                           | Wittenberg                                                                      |
| 20.07.1950 | Scholis | Eingliederung                                                                   | Ogkeln                                                                          | Wittenberg                                                                      |
| 20.07.1950 | Merschwitz Körbin | Eingliederung                                                                   | Pretzsch (Elbe)                                                                 | Wittenberg                                                                      |
| 20.07.1950 | Sachau | Eingliederung                                                                   | Priesitz                                                                        | Wittenberg                                                                      |
| 20.07.1950 | Bietegast Lammsdorf | Eingliederung                                                                   | Rackith                                                                         | Wittenberg                                                                      |
| 20.07.1950 | Braunsdorf | Eingliederung                                                                   | Reinsdorf                                                                       | Wittenberg                                                                      |
| 20.07.1950 | Gniest Reuden | Eingliederung                                                                   | Rotta                                                                           | Wittenberg                                                                      |
| 20.07.1950 | Naderkau | Eingliederung                                                                   | Schleesen                                                                       | Wittenberg                                                                      |
| 20.07.1950 | Merkwitz | Eingliederung                                                                   | Schnellin                                                                       | Wittenberg                                                                      |
| 20.07.1950 | Bösewig Kleinzerbst Österitz                                                                                           | Eingliederung                                                                   | Trebitz                                                                         | Wittenberg                                                                      |
| 20.07.1950 | Greudnitz Proschwitz                                                                                                   | Eingliederung                                                                   | Wörblitz                                                                        | Wittenberg                                                                      |
| 20.07.1950 | Lindhorst | Eingliederung                                                                   | Colbitz                                                                         | Wolmirstedt                                                                     |
| 20.07.1950 | Blätz | Eingliederung                                                                   | Cröchern                                                                        | Wolmirstedt                                                                     |
| 20.07.1950 | Gersdorf | Eingliederung                                                                   | Dahlenwarsleben                                                                 | Wolmirstedt                                                                     |
| 20.07.1950 | Mammendorf Ochtmersleben                                                                                               | Eingliederung                                                                   | Eichenbarleben                                                                  | Wolmirstedt                                                                     |
| 20.07.1950 | Hemsdorf | Eingliederung                                                                   | Groß Rodensleben                                                                | Wanzleben                                                                       |
| 20.07.1950 | Ramstedt | Eingliederung                                                                   | Loitsche                                                                        | Wolmirstedt                                                                     |
| 20.07.1950 | Zibberick | Eingliederung                                                                   | Mahlwinkel                                                                      | Wolmirstedt                                                                     |
| 20.07.1950 | Schnarsleben | Eingliederung                                                                   | Niederndodeleben                                                                | Wolmirstedt                                                                     |
| 20.07.1950 | Elbeu | Eingliederung                                                                   | Wolmirstedt                                                                     | Wolmirstedt                                                                     |
| 20.07.1950 | Schricke | Eingliederung                                                                   | Zielitz                                                                         | Wolmirstedt                                                                     |
| 20.07.1950 | Golben Großosida | Eingliederung                                                                   | Bergisdorf                                                                      | Zeitz                                                                           |
| 20.07.1950 | Frauenhain Kuhndorf | Eingliederung                                                                   | Droßdorf                                                                        | Zeitz                                                                           |
| 20.07.1950 | Maßnitz Torna | Eingliederung                                                                   | Göbitz                                                                          | Zeitz                                                                           |
| 20.07.1950 | Katersdobersdorf Raba Sautzschen                                                                                       | Eingliederung                                                                   | Haynsburg                                                                       | Zeitz                                                                           |
| 20.07.1950 | Giebelroth Loitzschütz                                                                                                 | Eingliederung                                                                   | Heuckewalde                                                                     | Zeitz                                                                           |
| 20.07.1950 | Lindenberg Roda Zettweil                                                                                               | Eingliederung                                                                   | Kayna                                                                           | Zeitz                                                                           |
| 20.07.1950 | Minkwitz Traupitz | Eingliederung                                                                   | Könderitz                                                                       | Zeitz                                                                           |
| 20.07.1950 | Nickelsdorf Tauchlitz                                                                                                  | Eingliederung                                                                   | Crossen an der Elster                                                           | Zeitz                                                                           |
| 20.07.1950 | Döbitzschen Staschwitz                                                                                                 | Eingliederung                                                                   | Langendorf                                                                      | Zeitz                                                                           |
| 20.07.1950 | Großhelmsdorf | Eingliederung                                                                   | Lindau                                                                          | Zeitz                                                                           |
| 20.07.1950 | Pauscha | Eingliederung                                                                   | Löbitz                                                                          | Zeitz                                                                           |
| 20.07.1950 | Wernsdorf | Eingliederung                                                                   | Naundorf                                                                        | Zeitz                                                                           |
| 20.07.1950 | Beersdorf Lützkewitz                                                                                                   | Eingliederung                                                                   | Profen                                                                          | Zeitz                                                                           |
| 20.07.1950 | Sprossen | Eingliederung                                                                   | Rehmsdorf                                                                       | Zeitz                                                                           |
| 20.07.1950 | Lonzig Ossig | Eingliederung                                                                   | Schellbach                                                                      | Zeitz                                                                           |
| 20.07.1950 | Nißma Oelsen Prehlitz-Penkwitz                                                                                         | Eingliederung                                                                   | Spora                                                                           | Zeitz                                                                           |
| 20.07.1950 | Gleina | Eingliederung                                                                   | Tröglitz                                                                        | Zeitz                                                                           |
| 20.07.1950 | Schleinitz | Eingliederung                                                                   | Unterkaka                                                                       | Zeitz                                                                           |
| 20.07.1950 | Haardorf | Eingliederung                                                                   | Waldau                                                                          | Zeitz                                                                           |
| 20.07.1950 | Meyhen | Eingliederung                                                                   | Wettaburg                                                                       | Zeitz                                                                           |
| 20.07.1950 | Dietendorf Koßweda Schkauditz                                                                                          | Eingliederung                                                                   | Wetterzeube                                                                     | Zeitz                                                                           |
| 20.07.1950 | Großpörthen Kleinpörthen Nedissen                                                                                      | Eingliederung                                                                   | Wittgendorf                                                                     | Zeitz                                                                           |
| 20.07.1950 | Loitsch Sabissa | Eingliederung                                                                   | Würchwitz                                                                       | Zeitz                                                                           |
| 20.07.1950 | Aue Aylsdorf Rasberg                                                                                                   | Eingliederung                                                                   | Zeitz                                                                           | Zeitz                                                                           |
| 20.07.1950 | Brossen | Eingliederung                                                                   | Zipsendorf                                                                      | Zeitz                                                                           |
| 20.07.1950 | Trüben | Eingliederung                                                                   | Bornum                                                                          | Zerbst                                                                          |
| 20.07.1950 | Neeken Rietzmeck | Eingliederung                                                                   | Brambach                                                                        | Zerbst                                                                          |
| 20.07.1950 | Kleinleitzkau | Eingliederung                                                                   | Garitz                                                                          | Zerbst                                                                          |
| 20.07.1950 | Flötz | Eingliederung                                                                   | Gödnitz                                                                         | Zerbst                                                                          |
| 20.07.1950 | Badetz Kämeritz | Eingliederung                                                                   | Hohenlepte                                                                      | Zerbst                                                                          |
| 20.07.1950 | Weiden | Eingliederung                                                                   | Jeber-Bergfrieden                                                               | Zerbst                                                                          |
| 20.07.1950 | Eichholz Kermen | Eingliederung                                                                   | Leps                                                                            | Zerbst                                                                          |
| 20.07.1950 | Kerchau Lietzo Quast                                                                                                   | Eingliederung                                                                   | Lindau                                                                          | Zerbst                                                                          |
| 20.07.1950 | Bone Mühlsdorf | Eingliederung                                                                   | Luso                                                                            | Zerbst                                                                          |
| 20.07.1950 | Pülzig | Eingliederung                                                                   | Möllensdorf                                                                     | Zerbst                                                                          |
| 20.07.1950 | Schora Töppel | Eingliederung                                                                   | Moritz                                                                          | Zerbst                                                                          |
| 20.07.1950 | Hagendorf | Eingliederung                                                                   | Nedlitz                                                                         | Zerbst                                                                          |
| 20.07.1950 | Niederlepte | Eingliederung                                                                   | Nutha                                                                           | Zerbst                                                                          |
| 20.07.1950 | Wertlau Bias | Eingliederung                                                                   | Pakendorf                                                                       | Zerbst                                                                          |
| 20.07.1950 | Mühro | Eingliederung                                                                   | Polenzko-Bärenthoren                                                            | Zerbst                                                                          |
| 20.07.1950 | Bonitz | Eingliederung                                                                   | Pulspforde                                                                      | Zerbst                                                                          |
| 20.07.1950 | Krakau | Eingliederung                                                                   | Ragösen                                                                         | Zerbst                                                                          |
| 20.07.1950 | Tornau | Eingliederung                                                                   | Rodleben                                                                        | Zerbst                                                                          |
| 20.07.1950 | Göritz Grochewitz | Eingliederung                                                                   | Serno                                                                           | Zerbst                                                                          |
| 20.07.1950 | Badewitz | Eingliederung                                                                   | Straguth                                                                        | Zerbst                                                                          |
| 20.07.1950 | Natho | Eingliederung                                                                   | Streetz                                                                         | Zerbst                                                                          |
| 20.07.1950 | Wahlsdorf | Eingliederung                                                                   | Wörpen                                                                          | Zerbst                                                                          |
| 01.07.1950 | Kuhberge Strinum | Eingliederung                                                                   | Zernitz                                                                         | Zerbst                                                                          |
| 12.08.1950 | Kochstedt | Eingliederung                                                                   | Dessau                                                                          | –                                                                               |
| 22.09.1950 | Warmsdorf | Eingliederung                                                                   | Amesdorf                                                                        | Bernburg                                                                        |
| 22.09.1950 | Steinbrücken Tilkerode                                                                                                 | Eingliederung                                                                   | Abberode                                                                        | Eisleben                                                                        |
| 02.11.1950 | Preußisch Börnecke | Namensänderung                                                                  | Groß Börnecke                                                                   | Quedlinburg                                                                     |
| 02.11.1950 | Kriegsdorf | Namensänderung                                                                  | Friedensdorf                                                                    | Merseburg                                                                       |
| 25.07.1952 | Auflösung des Landes                                                                                                   | Auflösung des Landes                                                            | Auflösung des Landes                                                            | Auflösung des Landes                                                            |